# Leda Hugo
Leda Florida Hugo (4 de janeiro de 1963 -) é uma agrônoma e política moçambicana que serviu como vice-ministra desde 2010.

## Infância e educação
Nasceu em Namapa, província de Nampula, a 4 de janeiro de 1963. Frequentou a escola primária em Ocua na província de Cabo Delgado e a escola secundária em Nampula. Estudou agronomia na Universidade Eduardo Mondlane em Maputo, licenciando-se em 1986. Obteve seu mestrado na Texas A&M University, College Station e um doutorado na University of Pretoria, na África do Sul.

## Carreira
Em 1994, começou a trabalhar na Universidade Eduardo Mondlane, liderando a formação em agronomia. De 2001 a 2006 liderou o curso de engenharia rural e em 2008 foi responsável pela direção pedagógica da universidade.
É membro da Frente de Libertação de Moçambique. Em 2010, foi nomeada para o gabinete pelo Presidente Armando Guebuza como Vice-Ministra da Educação.
Após as eleições de 2014, tornou-se Vice-Ministro da Ciência, Tecnologia, Ensino Superior e Profissional no gabinete de Filipe Nyusi.

## Vida pessoal
Atualmente, é divorciada e tem dois filhos. Ela é muçulmana e fala português e inglês.

## Publicações
- Waniska, Ralph D.; Hugo, Leda F.; Rooney, Lloyd W. (1992). «Practical Methods to Determine the Presence of Tannins in Sorghum». Journal of Applied Poultry Research. 1 (1): 122–128. doi:10.1093/japr/1.1.122
- Hugo, Leda F.; Rooney, Lloyd W.; Taylor, John R. N. (2003). «Fermented sorghum as a functional ingredient in composite breads». Cereal Chemistry. 80 (5): 495–499. doi:10.1094/CCHEM.2003.80.5.495